# ماكسيميليان كيفر
ماكسيميليان كيفر (بالألمانية: Maximilian Kieffer)‏ هو لاعب غولف ألماني، ولد في 25 يونيو 1990 في دوسلدورف في ألمانيا.

## وصلات خارجية
- ماكسيميليان كيفر على موقع رابطة أوروبا للاعبي الغولف المحترفين (الإنجليزية)
- ماكسيميليان كيفر على موقع التصنيف العالمي الرسمي للغولف (الإنجليزية)
- ماكسيميليان كيفر على موقع أوليمبيديا (الإنجليزية)
- ماكسيميليان كيفر على موقع اللجنة الأولمبية الألمانية (الألمانية)